# 오미세고

오미세고(OmiseGo)는 오픈소스 퍼블릭 블록체인인 이더리움위에서 생성된 오픈 결제 플랫폼이면서 탈중앙화 거래소이다. 이 프로젝트의 슬로건은 "Unbank the Banked" 이고 목적은 전통적인 은행 시스템을 이용하는 사람과 은행 시스템의 인프라가 없는 개발도상지역의 사람을 포함한 모두에게 더 나은 금융 서비스를 제공하기 위함이다. 오미세고의 토큰인 OMG의 시가총액은 최상위(4위, 변동적)에 위치하고, 이더리움 프로젝트 중에서 가장 먼저 10억 달러 가치(유니콘)를 돌파하였다. 이 프로젝트는 이더리움의 창립자인 비탈릭 부테린과 게빈 우드가 고문으로 활동하고, 라이트닝 네트워크의 개발자인 조셉 푼이 구조를 설계한다. 첫 wallet SDK의 공개는 2018년 1사분기로 예상된다. SDK 및 블록체인이 공개될 것이고 추가될 것이다.

## 역사

### 배경
오미세고는 결제 프로세서, 금융 게이트웨이 그리고 금융 기업의 상호 호환의 문제에 대한 해결책을 제시한다. "결제, 송금, 급여 보증금, B2B 사업, 공급망 금융, 충성도 프로그램, 자산 관리 및 거래, 다른 주문형 서비스" 를 포함하는 금융 전송을 상호간에 가능하게 하는 것이다.
오미세고는 태국의 방콕에 2013년에 설립된 Omise의 설립자인 준 하세가와(Jun Hasegawa)와 도니 헤린셧(Donni Harinsut)에 의해 시작된 스타트업이다. 오미세고는 2017년 초기 코인 공개(Initial Coin Offering)에서 2500만 달러를 유치하였고 ,1억달러 이상의 투자금을 거절하였다. 그리고 현재 ERC20 토큰 중 3번째로 가장 높은 가치를 가지고 있고, 그 가치 20억달러 이상이다. (하지만 이 평가는 변동적일 수 있다.) 오미세고의 자문으로는 이더리움의 창립자인 비탈릭 부테린과 게빈 우드를 포함한다. 또한 태국 은행과 태국 재정부의 지지와 지원을 받고 있다. Omise는 태국 정부의 디지털 경제 행사인 Digital Thailand Big Bang 2017에서 태국 부총리 쁘라윳 짠오차에게부터 올해의 디지털 회사 상을 받았다. Omise는 기관투자자와 알리페이와 맥도날드, 마이너 인터네셔널과 같은 파트너 기업들의 지지를 받고 있다.

### 공적특성과 비허가특성
완성된 네트워크는 자유롭게 누구나 이용이 가능하고 이는 이를 시작한 회사인 Omise가 소유하지 않는 퍼블릭 블록체인이며, Omise는 자신의 결제 사업에 오미세고 네트워크를 이용하여 네트워크 효과를 얻고자 한다. 오미세고 네트워크는 이더리움이나 비트코인과 같은 퍼블릭 네트워크이며 허가가 따로 필요하지 않기 때문에 이를 사용하기 위해 공식적인 파트너쉽은 필요하지 않다.

### 블록체인
오미세고 블록체인은 완전히 온체인 그리고 막대하게 확장가능한 탈중앙화 거래소, 유연성 제공 장치, 정보 처리 네트워크, 자산 기반 블록체인 게이트웨이라 할 수 있다. 오미세고 네트워크는 토큰을 스테이킹하여 네트워크의 안전성을 제공하는 토큰 보유자에게 보상을 제공한다. 이는 낮은 수수료와 빠른 전송시간, 현금 인출을 제공한다.

### White-label Wallet
오미세고의 White-label Wallet SDK의 첫 공개는 2018년 제1사분기로 예측된다.이 SDK는 오미세고 네트워크를 쉽게 이용하여 다양한 결제 솔루션을 만들 수 있게 한다. 이는 그 결제 솔루션을 통하여 사용자가 현금이나 암호화폐, 카트결제, 기프트 카드, 신용결제를 다른 디지털 자산으로 오미세고 네트워크에서  교환할 수 있도록 하여준다. 디지털 지갑을 공급자가 있는 유연성을 향상시키고,추가하고,맞춤형 지불 해결책에 대한 다양한 산업 및 시장합니다. 모든 결제 솔루션의 전송 과정은 오미세고 네트워크 위에서 실행된다.

## 암호 화폐 거래소
다음과 같은 거래소에서 오미세고는 현금화폐쌍과 암호화폐쌍으로 활발히 거래되고 있다.
| Exchange      | 국가       | 통화 쌍과 암호 화폐      |
| ------------- | ---------- | ------------------------ |
| Bittrex       | 미국       | OMG/BTC;OMG/USDT;OMG/ETH |
| Bitfinex      | 미국       | OMG/USD;OMG/BTC;OMG/ETH  |
| Binance       | 중국       | OMG/BTC;OMG/ETH          |
| Poloniex      | 미국       | OMG/BTC;OMG/ETH          |
| Huobi         | 중국       | OMG/BTC;OMG/ETH;OMG/USDT |
| Liqui         | 우크라이나 | OMG/BTC;OMG/ETH;OMG/USDT |
| BX Thailand   | 태국       | OMG/THB                  |
| Kucoin        | 중국       | OMG/BTC;OMG/ETH          |
| Upbit(업비트) | 대한민국   | OMG/원;OMG/BTC;OMG/ETH   |
| Mercatox      | 영국       | OMG/BTC;OMG/ETH          |
| Coinspot      | 호주       | OMG/AUD                  |